# Zōjō-ji
San'en-zan Zōjō-ji (三縁山増上寺?) è un tempio buddista Jōdo-shū a Tokyo, in Giappone. È il tempio principale Jōdo-shū ("Terra Pura") della setta Chinzei nella regione del Kantō.

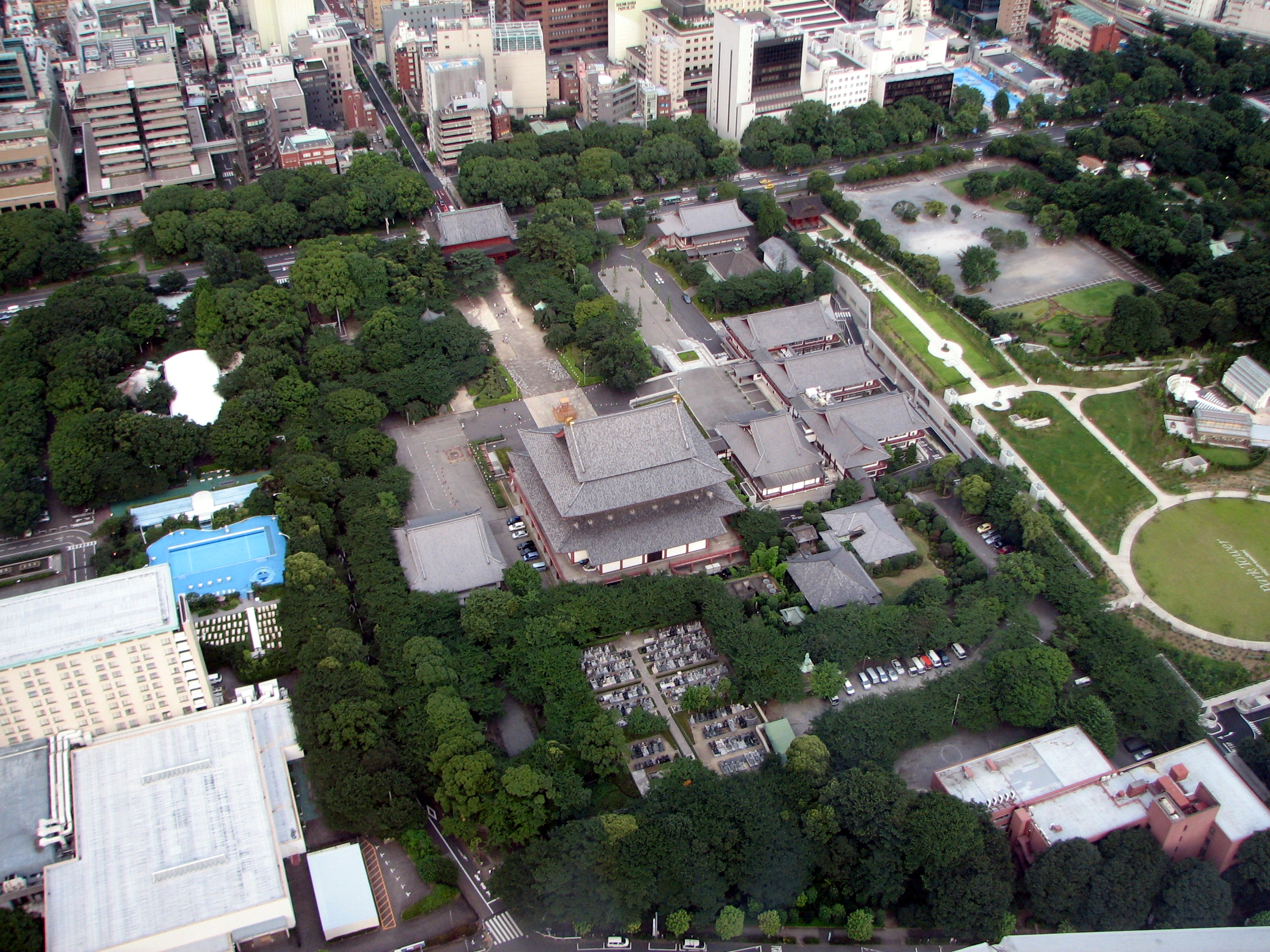
Vista aerea dello Zojoji dalla torre di Tokyo

Lo Zōjō-ji è noto per il suo rapporto con il clan Tokugawa, i governanti del Giappone durante il periodo Edo, con sei shōgun Tokugawa sepolti nel Mausoleo Taitoku-in nel territorio del complesso templare. Inoltre, il Sangadetsumon del tempio (cancello principale) è il più antico edificio in legno di Tokyo, risalente al 1622. Gli edifici originali, i templi, i mausolei e la cattedrale sono stati distrutti da incendi, disastri naturali o incursioni aeree durante la seconda guerra mondiale.
Si trova nel quartiere Shiba di Minato. Il Parco Shiba è costruito attorno al tempio, con la Torre di Tokyo accanto. Nel 2015 è stata aperta una galleria del tesoro al piano sotterraneo del Daiden (sala grande), e attualmente ospita dipinti di Kanō Kazunobu e un modello del Mausoleo Taitoku-in.

## Storia
Shūei (宗叡, 809 – 884), un discepolo di Kūkai, fondò il tempio chiamato Kōmyō-ji (光明 寺) a Kaizuka (貝 塚, l'attuale Kōjimachi a Chiyoda, Tokyo); si dice che sia il precursore di Zōjō-ji. Secoli dopo, nel 1393 durante il periodo Muromachi, ai tempi di Yūyo Shōsō, il tempio passò dalla scuola Shingon alla scuola Jōdo. Shōsō è quindi il fondatore del tempio attuale.
Insieme al Kan'ei-ji, durante il periodo Edo lo Zōjō-ji era il tempio di famiglia dei Tokugawa. Tokugawa Ieyasu spostò il tempio, prima a Hibiya, poi nel 1590, al momento dell'espansione del castello di Edo, nella sua posizione attuale.
Con la caduta dello shogunato Tokugawa, i terreni assunsero il carattere di un parco pubblico. Il tempio fu gravemente danneggiato durante la seconda guerra mondiale, ma conserva ancora l'aria di un grande tempio.

## Architettura
Al suo culmine l'area occupata dal complesso templare era molto vasta con un grande parco su cui insistevano oltre 120 edifici tra templi minori e scuole e residenze per i monaci; il declino incominciò durante il periodo Meiji (1868 – 1912) con il movimento di opposizione al Buddhismo che determinò una contrazione delle aree territoriali. Successivamente la maggior parte dell'area bruciò durante il bombardamento di Tokyo della seconda guerra mondiale. La ricostruzione iniziò dopo la guerra, con la Daiden (grande sala) in fase di ricostruzione nel 1974.

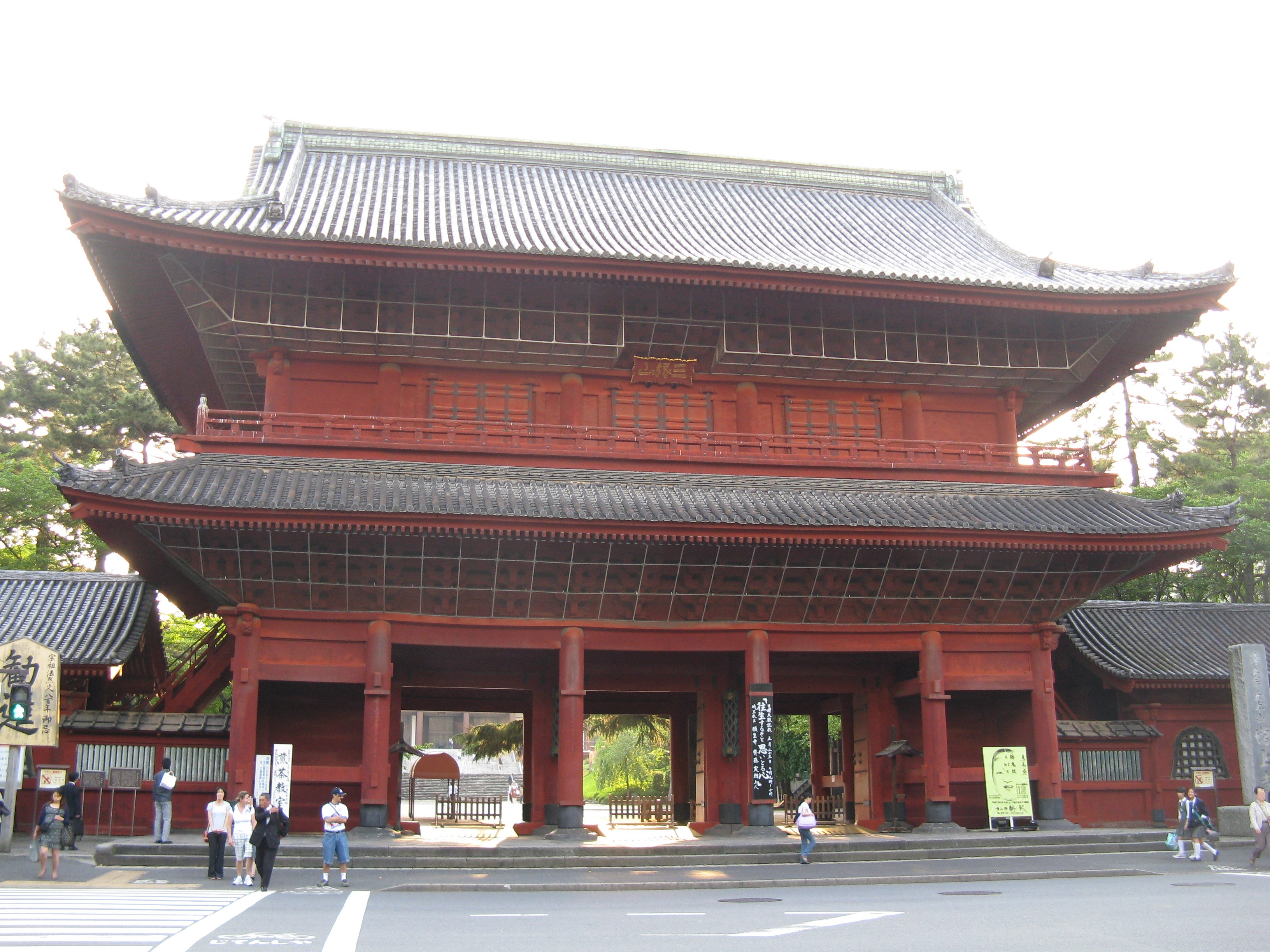
Sangedatsumon (porta principale)

### Sangedatsumon
Il cancello principale a due piani di 21 metri, Sangedatsumon (仏殿?) (ingresso principale) è stato costruito nel 1622, ed è il più antico edificio in legno di Tokyo. L'unica struttura originale del tempio sopravvissuta alla Seconda Guerra Mondiale, è stato designato come Patrimonio Culturale Importante.
"San" (三) che significa "tre", e "Gedatsu" (解脱) che significa "Moksha". Passando attraverso il cancello, ci si può liberare dalle tre passioni (貪 Ton; "avidità", 瞋 Shin; "odio", 癡 Chi; "stupidità") che opprimono l'uomo.
Al piano superiore è incastonata un'immagine di Gautama Buddha fiancheggiata da due attendenti e statue dei Sedici Arhat.

### Mausoleo degli Shōgun Tokugawa
Sei dei 15 shōgun Tokugawa sono sepolti a Zōjō-ji. Il Mausoleo Taitoku-in di Hidetada (e il monumento a sua moglie Sūgen'in), Ienobu e Ietsugu erano stati designati come Tesori Nazionali del Giappone, ma furono bruciati dalle bombe durante la Seconda Guerra Mondiale. Allo stato attuale, parti di due delle tombe hanno la particolarità d'essere considerate come Importanti Proprietà Culturali del Giappone. Ulteriori tombe si trovano nel cimitero dietro la Sala Grande. Parti dei precedenti terreni del tempio sono ora occupate da un parco e due alberghi. Sono inoltre sepolti il Tokugawa Iemochi con la moglie Kazu-no-Miya Chikako.

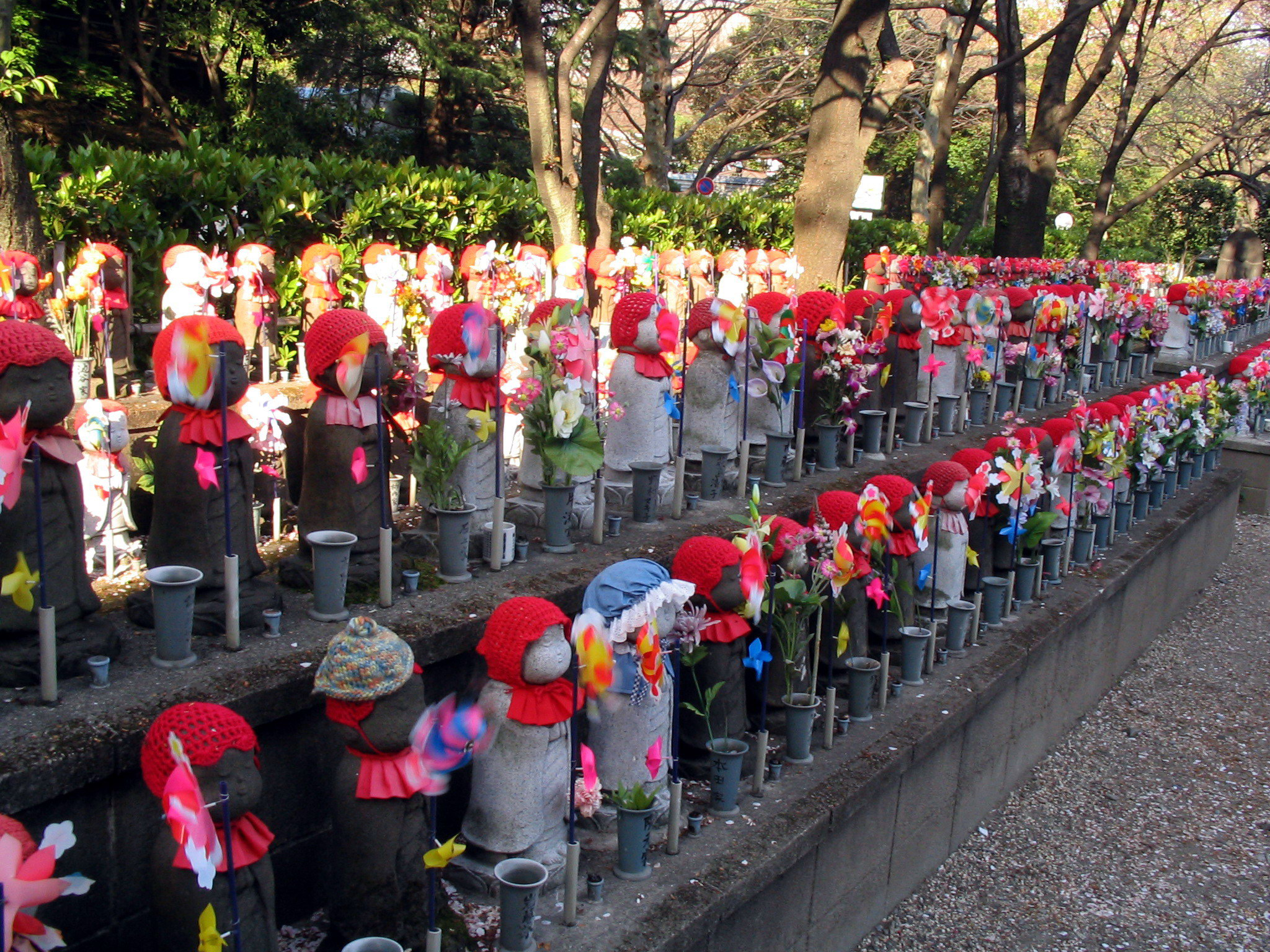
Giardino dei bambini non nati

### Sentai Kosodate Jizo (Giardino dei bambini non nati)
In un particolare giardino del cimitero, delle file di statue in pietra raffiguranti dei bambini rappresentano i non nati, compresi gli abortiti e i nati morti. I genitori possono scegliere una statua nel giardino e decorarla con piccoli vestiti e giocattoli. Di solito le statue sono accompagnate da un piccolo regalo per Jizō, il guardiano dei bambini non nati, per assicurarsi che vengano portati nell'aldilà. Occasionalmente le pietre sono ammucchiate vicino alla statua; ciò avrebbe lo scopo di facilitare il viaggio verso l'aldilà.

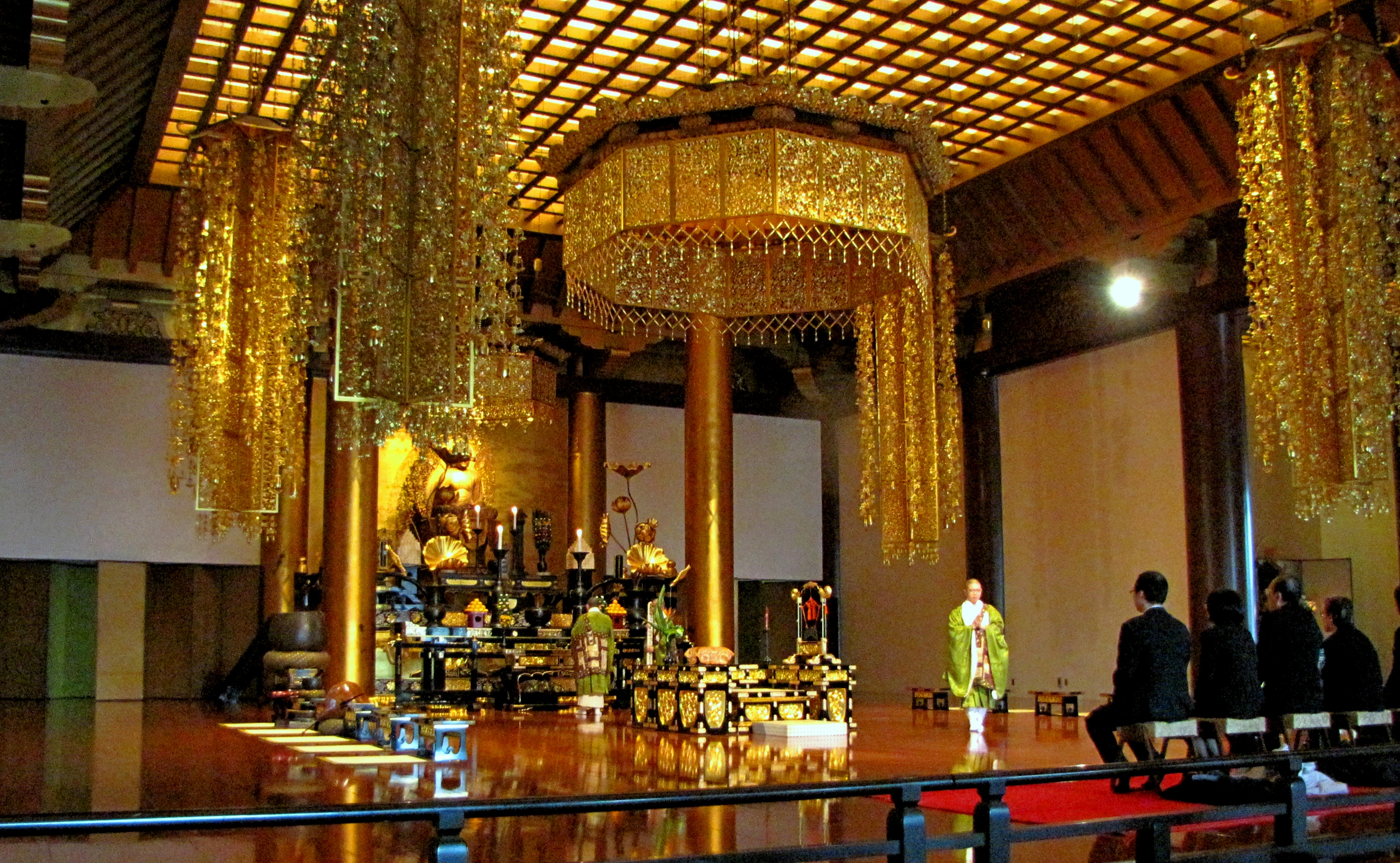
Interno della sala principale del tempio

### Altre strutture
- Daiden (Grande sala) 1974
- Ankokuden
- Deposito dei Sutra
- Galleria dei tesori
- Campanile
- Sala Enko Daishi
- Koshoden

## Eventi annuali
- Hatsumode (La visita di Capodanno) gennaio
- Cerimonia di preghiera Kurohonzon, 15 gennaio
- Setsubun Tsuina-shiki/Cerimonia Nehan (Giorno del Nirvana) febbraio
- Cerimonia della primavera Higan, marzo
- Cerimonia di Gyoki / Compleanno di Buddha (Festival dei fiori) aprile
- Cerimonia di preghiera Kurohonzon, 15 maggio
- O-bon/Kaisan-ki/ Bon Odori, luglio
- Cerimonia di preghiera per la pace, agosto
- Cerimonia Higan d'autunno/Takigi Noh, settembre
- Cerimonia di preghiera Kurohonzon, 15 settembre
- Juya Hoyo (Dieci notti di preghiera), novembre
- Cerimonia Jodo (giorno Bodhi)/Cerimonia Butsumyo/Joya no Kane (suono di campane di Capodanno), dicembre[7]

## Nella cultura di massa
Lo Zōjō-ji è stato rappresentato più volte nel lavoro artistico dell'artista del movimento Shin hanga Kawase Hasui negli anni '20 e '30. È stato anche mostrato in diverse stampe ukiyo-e di Hiroshige, in particolare due volte nella sua famosa serie nelle Cento vedute famose di Edo del 1856-1858.